# Courrensan
Courrensan település Franciaországban, Gers megyében. Lakosainak száma 394 fő (2022. január 1.). Courrensan Eauze, Gondrin, Justian, Lagraulet-du-Gers, Lannepax, Mourède és Roques községekkel határos.

## Népesség
A település népességének változása:
| Lakosok száma | 461  | 383  | 369  | 371  | 407  | 410  | 403  | 399  | 397  | 394  |
|               | 1968 | 1982 | 1990 | 2006 | 2013 | 2015 | 2017 | 2019 | 2020 | 2022 |